# Bökegölen (Augerums socken, Blekinge)
Bökegölen är en sjö i Karlskrona kommun i Blekinge och ingår i Bruatorpsåns huvudavrinningsområde. Sjön är 3,5 meter djup, har en yta på 0,026 kvadratkilometer och är belägen 102 meter över havet.